# Bactra venosana
Bactra venosana là một loài bướm đêm thuộc họ Tortricidae. Chúng phân bố rộng rộng, từ miền nam châu Âu, Bắc Phi và Tiểu Á tới Ấn Độ, Sri Lanka, miền nam Trung Quốc, Malaya, Úc và đi vào Thái Bình Dương ở đó nó được tìm thấy ở Java, Borneo, Philippines, Đài Loan, Timor, Solomons, Carolines và Fiji. Nó được du nhập vào Hawaii năm 1925. Bây giờ chúng có ở Kauai, Oahu, Molokai, Maui, Lanai và Hawaii.
Ấu trùng ăn Cyperus rotundas và Kyllingia species, bao gồm Kyllingia brevifolia và Kyllingia monocephala. 